# Инвитро (компания)
«Инвитро» — российская компания, предоставляющая услуги в области лабораторной диагностики. Основное направление деятельности — проведение лабораторных анализов.
Компания занимается также функциональной диагностикой, включающей проведение таких исследований как магнитно-резонансная томография (МРТ), маммо- и рентгенография, УЗИ и ряда других. Существующий юридический статус получила в 1998 году.

## История
Предтечей «Инвитро» стало созданное врачом-реаниматологом Александром Островским и биохимиком Алексеем Мошкиным в 1995 году подразделение московской компании-дистрибьютора оборудования для клиник и медлабораторий «ОМБ» («Объединенная медицинская биржа»), которое специализировалось на выполнении лабораторных анализов в интересах московских лечебных учреждений. В 1998 году оно официально получило юридический статус общества с ограниченной ответственностью «Независимая лаборатория „Инвитро“», в котором Островскому и Мошкину досталось по 25 %. Оставшаяся половина была разделена между учредителями ОМБ, которые выступили в роли инвесторов. Позже, в 2004 году Мошкин передал свою долю родственнику и вышел из состава учредителей компании.
Изначально «Инвитро» работала только с медицинскими организациями, однако в начале 2000 года, учитывая существующую конъюнктуру рынка медицинских услуг, компания открыла в Москве свой первый собственный офис по приёму населения. Основным отличием предлагаемых услуг компании от государственных медучреждений стала возможность сдачи анализов пациентами в любое удобное для них время (включая выходные дни) без необходимости повторного посещения офиса.
По мере роста числа обращений компания отрабатывала различные бизнес-технологии для совершенствования своей работы, и в 2005 году стала первой частной лабораторией, работающей по системе франчайзинга. За последующие три года количество офисов компании увеличилось до 67, из которых ей самой принадлежал только 21 (14 в Москве, четыре в Санкт-Петербурге и по одному в Выборге, Челябинске и Самаре). По данным на 2011 год компания стала лидером рынка платных лабораторных услуг, занимая около 20 % рынка в Москве и ежегодно выполняя до 20 млн тестов.
В 2015 году компания стала лидером российского рынка медицинских услуг по размеру выручки, которая в первом полугодии, с учётом дополнительных услуг франчайзинговых партнеров, составила 5,7 млрд руб. По этому показателю она превзошла сети «Мать и дитя» (4,5 млрд руб), «Медси» (3,9 млрд руб) и «Европейский медицинский центр» (3,6 млрд руб).
В 2016 году компания вошла в рейтинг самых успешных франшиз Forbes (24-е место). По данным издания, на тот момент в активе компании было 288 собственных офисов и 459 франчайзинговых точек. Средняя годовая выручка и прибыль франчайзинговой точки за 2015 год составила 19,5 млн и 3,1 млн рублей соответственно. По словам генерального директора компании EMTG (Российская Ассоциация Франчайзинга) Екатерины Сойак, рейтинг не отражает ситуацию на рынке франчайзинга и его результаты могут не соответствовать действительности. При этом в рейтинге франшиз, составленном EMTG в том же году, «Инвитро» заняла первое место. По мнению Сойак, компания является «реальным лидером рынка в сегменте медицины», несмотря на то, что в рейтинге Forbes она занимает предпоследнее место. В рейтинге самых популярных франшиз РБК «Инвитро» заняла 4-е место, уступив компаниям «1С», «КонсультантПлюс» и «Гемотест» (также работающей в сфере оказания медицинских услуг).
По состоянию на 2017 год, по данным компании, под брендом «Инвитро» работают более девятисот медицинских офисов и девять лабораторных комплексов. По мнению руководителя медицинского направления сети клиник Ниармедик Олега Рукодайного, открытие лабораторий по франчайзингу является «не совсем удачным» опытом — в сторонних лабораториях, работающих, в частности, под брендом «Инвитро», часто нарушаются условия транспортировки и сроки доставки анализов, что приводит к получению неверных результатов исследований. Однако в крупных сетевых лабораториях заверяют, что все под контролем.
В октябре 2018 года компанией заявлено о продаже бизнеса на Украине. Предполагается, что 61 офис в центральной и восточной частях страны перейдут в собственность компании Medicover.
В 2020 году одной из первых частных компаний предложила услуги ПЦР-тестирования на COVID-19.

## Собственники и руководство
С момента основания компании до 2011 года генеральным директором компании являлся её основатель Александр Юрьевич Островский. В 2012 году на должность генерального директора был назначен Сергей Валерьевич Амбросов, ранее работавший директором департамента розничных продаж, а Островский стал председателем совета директоров. В конце 2017 года Амбросов покинул «Инвитро» и генеральным директором снова стал Островский. В числе бенефициаров, кроме Александра Островского, — фонд Russia Partners, однако размер долей и имена других совладельцев компания не раскрывает.
В июле 2023 года Александр Островский продал компанию бизнесмену Роману Мирончику. Сумма сделки не разглашалась.